# Corokiaceae
Corokiaceae is een botanische naam, voor een familie van eenzaadlobbige planten. Een familie onder deze naam wordt zelden erkend door systemen van plantentaxonomie, maar wel door de versie uit 1980 van het Dahlgrensysteem, alsook door het Takhtajansysteem en het Revealsysteem. Bij APG wordt het geslacht Corokia ingedeeld in de familie Argophyllaceae. Traditioneel werd het vaak geplaatst in de familie Cornaceae.